# Franzobel
Franzobel, vlastním jménem Franz Stefan Griebl (* 1. březen 1967 Vöcklabruck) je rakouský spisovatel a dramatik.

## Život
Narodil se jako syn dělníka v chemickém průmyslu ve Vöcklabrucku v Horních Rakousích. V mládí absolvoval Höhere Technische Lehranstalt ve svém rodném městě Vöcklabrucku. V letech 1986–1994 studoval ve Vídni germanistiku a dějepis a studium ukončil diplomovou prací o vizuální poezii. Od roku 1989 pracuje jako spisovatel na volné noze. Žije střídavě ve Vídni, v Pichlwangu, v Buenos Aires a Orth an der Donau.

## Obdržená ocenění
- Cena Wolfganga Weyraucha (1997)
- Kasslova literární cena (1998)
- Cena Arthura Schnitzlera (2002)
- Cena Nicolase Borna (2017)

## Dílo

### Knihy
- Der Wimmerldrucker. Ein Lexikaroman. Eigenverlag, 1990.
- Thesaurus. Ein Gleiches. Poems. Eigenverlag, 1992.
- Das öffentliche Ärgernis. Prose. Klagenfurt: edition selene, 1993.
- Überin. Die Gosche. Prose. Ill.: Franzobel. Klagenfurt: edition selene, 1993.
- Masche und Scham. Die Germanistenfalle – Eine Durchführung & Das öffentliche Ärgernis. Proklitikon. Klagenfurt: Edition Selene, 1993.
- Die Musenpresse. Aus einem Roman von Margarete Lanner. Illustrated. Klagenfurt: Ritter, 1994.
- Elle und Speiche. Modelle der Liebe. Poetry and prose. Wien: Das Fröhliche Wohnzimmer, 1994.
- Ranken. Prose. Ill.: Carla Degenhardt. Klagenfurt: edition selene, 1994.
- Hundshirn. Prose. Ill.: Franzobel. Linz: Blattwerk, 1995.
- Die Krautflut. Short Story. Postscript.: Thomas Eder. Frankfurt/M.: Suhrkamp, 1995.
- Schinkensünden. Ein Katalog. Klagenfurt: Ritter, 1996.
- Unter Binsen. [With Christian Steinbacher] Graz: edition gegensätze, 1996.
- Linz. Eine Obsession. München, Berlin: Janus Press, 1996.
- Der Trottelkongreß. Commedia dell'pape. Ein minimalistischer Heimatroman. Klagenfurt, Wien: Ritter, 1998.
- m. T. [with Klangwerkstatt Berlin]. Siegendorf: NN-Fabrik, 1998.
- Böselkraut und Ferdinand. Ein Bestseller von Karol Alois. Wien: Zsolnay, 1998.
- Das öffentliche Ärgernis. Proklitikon. & Masche und Scham. Die Germanistenfalle – eine Durchführung. Wien: Edition Selene, 1998.
- Met ana oanders schwoarzn Tintn. Dulli-Dialektgedichte. Weitra: Bibliothek der Provinz, 1999. (With allusion to H. C. Artmann)
- Scala Santa oder Josefine Wurznbachers Höhepunkt. Novel. Wien: Zsolnay, 2000.
- Best of. Die Highlights. Edition Aramo, 2001.
- Shooting Star. Klagenfurt: Ritter, 2001 (wihtdrawn from sale for legal reasons)
- Austrian Psycho oder Der Rabiat Hödlmoser. Ein Trashroman in memoriam Franz Fuchs. Verlag Bibliothek der Provinz, Weitra 2001, ISBN 3-85252-414-8.
- Mayerling. Die österreichische Tragödie. Stück, Materialien, Collagen. (1. ed.). Passagen Verlag, Wien 2002, ISBN 978-3-85165-514-8.
- Lusthaus oder Die Schule der Gemeinheit. Novel. Zsolnay, Wien 2002.
- Mundial. Gebete an den Fußballgott. Droschl, Graz/ Wien 2002.
- Scala Santa oder Josefine Wurzenbachers Höhepunkt. Piper 2002.
- Mozarts Vision. Stück, Materialien, Collagen. (1. ed.), Passagen Verlag, Wien 2003, ISBN 978-3-85165-611-4.
- Luna Park. Vergnügungsgedichte. Zsolnay, Wien 2003.
- Zirkusblut oder Ein Austrian-Psycho-Trashkrimi, zweiter Teil. Verlag Bibliothek der Provinz, Weitra 2004, ISBN 3-85252-584-5.
- Über die Sprache im sportiven Zeitalter. Verlag Bibliothek der Provinz, Weitra 2004, ISBN 3-902416-04-1.
- Wir wollen den Messias jetzt oder Die beschleunigte Familie (1. ed.), Wien: Passagen Verlag, 2005, ISBN 978-3-85165-707-4.
- Der Narrenturm (1. ed.), Wien: Passagen Verlag, 2005, ISBN 978-3-85165-660-2
- Das Fest der Steine oder Die Wunderkammer der Exzentrik. Zsolnay, Wien 2005.
- Hunt oder der totale Februar. Verlag Bibliothek der Provinz, Weitra 2006, ISBN 3-85252-741-4.
- Der Schwalbenkönig oder Die kleine Kunst der Fußball-Exerzitien. Ritter Verlag, Klagenfurt/ Wien 2006.
- Liebesgeschichte. Novel. Zsolnay, Wien 2007.
- Franzobels großer Fußballtest. Picus, Wien 2008.
- Zipf oder die dunkle Seite des Mondes. Verlag Bibliothek der Provinz, Weitra 2008, ISBN 978-3-85252-892-2.
- Kreisky. Ein Stück zur Volkshilfe. Verlag Bibliothek der Provinz, Weitra 2008, ISBN 978-3-85252-927-1.
- Lady Di oder Die Königin der Herzen (Eine Farce vom Begehren) (1. ed.), Wien: Passagen, 2008, ISBN 978-3-85165-832-3
- Österreich ist schön Ein Märchen. Zsolnay, Wien 2009, ISBN 978-3-552-05473-8.
- With Franz Novotny, Gustav Ernst: Filz oder ein Wirtschafts-Flip-Fop-Schmierfilm mit Blutsauger-Blues und Lucky-Strike-Fondue aus dem Land der Bawagbabas, auch EXIT III genannt. Ritter, Klagenfurt 2009, ISBN 978-3-85415-449-5.
- Moser oder Die Passion des Wochenend-Wohnzimmergottes. Passagen Verlag, Wien 2010, ISBN 978-3-85165-831-6.
- Romeo und Julia in Purkersdorf. Drei Volksstücke. Passagen Verlag, Wien 2011, ISBN 978-3-85165-990-0.
- Der Boxer oder Die Zweite Luft des Hans Orsolics. Passagen Verlag, Wien 2011, ISBN 978-3-85165-989-4.
- Hirschen oder die Errettung Österreichs. Verlag Bibliothek der Provinz, Weitra 2011, ISBN 978-3-85252-997-4.
- Prinzessin Eisenherz. Verlag Bibliothek der Provinz, Weitra 2011, ISBN 978-3-902416-91-9.
- Faust. Der Wiener Teil. Ein Lustspiel. Passagen Verlag, Wien 2012, ISBN 978-3-7092-0045-2.
- Was die Männer so treiben, wenn die Frauen im Badezimmer sind. Zsolnay, Wien 2012.
- Yedermann. Oder der Tod steht ihm gut. Passagen Verlag, Wien 2013, ISBN 978-3-7092-0089-6.
- Steak für alle. Der neue Fleischtourismus. mikrotext, Berlin 2013, ISBN 978-3-944543-03-1.
- Adpfent. Ein Kindlein brennt. Verlag Bibliothek der Provinz, Weitra 2013, ISBN 978-3-99028-282-3.
- Wiener Wunder. Kriminalroman. Zsolnay, Wien 2014, ISBN 978-3-552-05690-9.
- Bad Hall Blues. Eine Oberösterreicherelegie. Kehrwasserverlag, Linz 2014, ISBN 978-3-902786-27-2.
- Metropolis oder Das große Weiche Herz der Bestie. Passagen Verlag, Wien 2014, ISBN 978-3-7092-0128-2.
- Othello oder Ein Schlechter von Hernals. Passagen Verlag, Wien 2014,ISBN 978-3-7092-0129-9.
- Hamlet oder Was ist hier die Frage? Passagen Verlag, Wien 2015, ISBN 978-3-7092-0194-7.
- Groschens Grab: Kriminalroman Paul Zsolnay Verlag, Wien 2015, ISBN 978-3-5520-5743-2.
- Das Floß der Medusa. Roman. Paul Zsolnay Verlag, Wien 2017, ISBN 978-3-5520-5816-3.

### Divadelní hry
- 1996 Das Beuschelgeflecht
- 1998 Paradies
- 1998 Nathans Dackel oder Die Geradebiegung der Ring-Parabel. Eine Lessingvollstreckung
- 1997 Kafka. Eine Komödie
- 1998 Bibapoh
- 1999 Phettberg. Eine Hermes-Tragödie
- 1999 Der Ficus spricht. Minidrama für A, B, einen Volkssänger, ein Blumenmädchen und einen Gummibaum
- 1999 Volksoper
- 2000 Olympia. Eine Kärntner Zauberposse samt Striptease
- 2003 Black Jack
- 2004 Flugangst
- 2008 Der Impresario von Schmierna